# La Estrella (Soyopa)
La Estrella es una congregación del municipio de Soyopa ubicada en el este del estado mexicano de Sonora. La congregación es la localidad más habitada del municipio, ya que según los datos del Censo de Población y Vivienda realizado en 2010 por el Instituto Nacional de Estadística y Geografía (INEGI), La Estrella tiene un total de 369 habitantes. Fue fundada en el año de 1959, cuando iniciaban los trabajos de construcción de la presa el Novillo.

## Geografía
La Estrella se sitúa en las coordenadas geográficas 28°56′32″ de latitud norte y 109°38′32″ de longitud oeste del meridiano de Greenwich, a una elevación de 258 metros sobre el nivel del mar.